# Bhāskara I
Pour les articles homonymes, voir Bhaskara.
Ne doit pas être confondu avec Bhāskara II.
Bhāskara I (hindi : भास्कर प्रथम) est un mathématicien indien du VIIe siècle, communément appelé Bhāskara I afin d’éviter toutes confusions avec le mathématicien du XIIe siècle, Bhāskara II.
Il donna une unique et remarquable approximation rationnelle de la fonction sinus dans son commentaire de l'ouvrage d'Aryabhata, l'Āryabhatīyabhāsya. Ce commentaire écrit en 629 ap. J.-C, est le plus ancien texte connu en sanskrit concernant les mathématiques et l’astronomie. Il a également écrit deux autres travaux sur l’astronomie, le Mahābhāskarīya et le Laghubhāskarīya.

## Biographie
Il est né autour de 600, sans doute à Saurastra, dans l'état actuel du Gujarat, sur la côte occidentale de l'Inde. Par la suite, il s'installe à Asmaka, où il a probablement fait partie d'une école de mathématiciens, l'école d'Asmaka, située dans le district de Nizamabad de l'Andhra Pradesh, au sud-est de l'Inde. Cette école rassemble les adeptes d'Aryabhata. Il meurt vers 680, vraisemblablement à Asmaka. 
Avec Brahmagupta, il est le plus reconnu des mathématiciens indiens ayant contribué à l’étude des fractions.

## Une définition des mathématiques
Dans son commentaire du chapitre deux de l’Aryabhata, intitulé Ganitapāda, Bhāskara I s’efforce de caractériser les mathématiques, il propose ainsi une floraison de définitions pour la discipline. Ganita est le nom propre pour désigner les mathématiques, mais il s’agit également du calcul comme outil mathématique.
Bhāskara donne cinq définitions de ganita :
1. Ganita est l’ensemble des sujets abordés dans le chapitre ganitapāda, c’est-à-dire sur les figures géométriques et les calculs portant sur ces figures (Ksetra), sur les problèmes de mesure de l’ombre d’un gnomon sur le sol (chāyā), les Séries (sreddhī), les Équations (samakarana) et le Pulvérisateur (kuttakāra), un algorithme permettant de trouver un entier naturel.
2. Bhāskara donne également une définition plus large de ganita en y incluant l’ensemble du traité et non plus seulement le chapitre deux, Ganitapāda.
3. Il définit également ganita comme l'ensemble des sujets spécialisés que le ganitapāda aborde en partie.
4. Dans l'introduction du chapitre concernant les mathématiques, il décrit également ganita comme l'accroissement et le décroissement, l'accroissement étant toutes les opérations arithmétiques visant une augmentation de la quantité de départ (additions, multiplications, etc.) et le décroissement l'inverse (soustractions, divisions, extractions de racines, etc.).
5. Enfin, ganita traite des quantités et des figures géométriques.

## Représentation des nombres
Sa contribution la plus importante est probablement celle concernant la représentation des nombres dans la notation positionnelle. Les premières représentations positionnelles étaient connues des astronomes indiens depuis environ 500 ans. Les nombres n’étaient alors pas connus comme des chiffres mais comme des métaphores, et étaient organisés en strophes. Le nombre 1 était représenté par la lune, le 2 par les ailes ou les yeux, le 5 par les cinq sens. Comme dans notre système décimal, chacun de ces mots assigne un facteur puissance de 10 correspondant à sa position.
Son système est parfaitement positionnel du fait que le même mot peut, par exemple, être utilisé afin de représenter les valeurs de 40 ou 400. Bhāskara explique un nombre de ce système par la formule "ankair api" (lire dans les chiffres). Un nombre est donné en répétant autant de fois que nécessaire les neuf premiers chiffres brahmi et en ajoutant un petit cercle pour le zéro. Contrairement à son système des mots, les chiffres prennent de la valeur de gauche à droite. Depuis 629, ce système décimal est bien connu des scientifiques indiens. Si Bhāskara n'est pas le premier à avoir inventé ce système décimal, il est néanmoins l'un des premiers à l'utiliser à des fins scientifiques.

## Bhāskara et l'astronomie, une description détaillée de la sphère armillaire

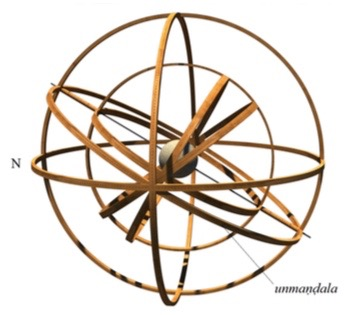
Exemple d'une sphère armillaire décrite par Bhāskara.

Bhāskara I est également connu pour trois travaux sur l'astronomie, dont son commentaire du quatrième et dernier chapitre de l’Aryabhata, intitulé Golapadā, portant sur le mouvement des planètes. Gola doit être compris dans le sens de sphère, par opposition à Ganita, les mathématiques en général.
Bhāskara I commence son commentaire de ce chapitre par une formidable et unique description d’une sphère armillaire en bois, qu’il nomme gola ou gola-yantra. Les premières sphères armillaires remontent à Ératosthène (-276, -194), puis Ptolémée, qui en donne une description dans l’Almageste. Cependant, la sphère armillaire décrite dans les textes sanskrits diffère de la sphère grecque. La description donnée par Bhāskara I est unique dans le sens où elle donne un grand nombre de détails qui permettent aisément d’en reconstruire une.

## Autres contributions
En 629, il commente le livre d’Aryabhata, écrit sous forme de poèmes sur l’astronomie mathématique. Les commentaires de Bhāskara font référence aux trente-trois poèmes d’Aryabhata sur les mathématiques. Dans ces poèmes, il étudie les équations à variables et les formules trigonométriques.
Son œuvre, le Mahābhāskarīya, est divisée en huit sections sur l’astronomie mathématique ; dans le chapitre 7, il donne une remarquable approximation de la fonction sinus :
{\displaystyle \sin x\approx {\frac {16x(\pi -x)}{5\pi ^{2}-4x(\pi -x)}},\qquad (0\leq x\leq {\frac {\pi }{2}})}.